# Туренко Андрій Миколайович
Андрі́й Микола́йович Туренко (04.02.1976—26.04.2022) — молодший сержант Збройних Сил України, учасник російсько-української війни, який загинув під час російського вторгнення в Україну.

## Життєпис
Народився 14 лютого 1976 року в м. Черкаси. Закінчив Черкаську загальноосвітню школу № 2 і Черкаське професійно-технічне училище № 17.
З початком російського вторгнення в Україну в 2022 році пішов добровольцем до Черкаської ТРО. Був техніком роти бригади територіальної оборони. Загинув 26 квітня 2022 року в боях біля Попасної Луганської області від снайперської кулі під час відбиття наступу противника.
Похований у м. Черкаси. Залишились дружина та двоє синів.

## Нагороди
- Орден «За мужність» III ступеня (2022) — за особисту мужність і самовіддані дії, виявлені у захисті державного суверенітету та територіальної цілісності України, вірність військовій присязі.[3]